# Bryan Sallier
Bryan Ruston Sallier (Port Arthur, 8 novembre 1969) è un ex cestista statunitense, professionista in Spagna e in Francia.

## Palmarès
- Campionato spagnolo: 1

Manresa: 1997-98
- Liga catalana: 1

Manresa: 1997